# Indirect refoulement
Indirect refoulement is een term uit het asielrecht, waarmee aangegeven wordt dat uitzetting van een asielzoeker naar een ander land ertoe kan leiden dat dat andere land op zijn beurt de vreemdeling onvrijwillig zal overdragen aan de autoriteiten van een land waar deze niet veilig zou zijn,  dat wil zeggen dat dat land de asielzoeker middels uitzetting zou kunnen retourneren naar het land dat hij of zij was ontvlucht.
Een dergelijke "onward expulsion" die in strijd zou kunnen komen met het beginsel van non-refoulement in het asielrecht. In dergelijke gevallen kunnen in de Europese Unie asielzoekers zich wenden tot het Europees Hof voor de Rechten van de Mens (EHRM) met een beroep op artikel 3 EVRM. Dit artikel bepaalt dat iemand niet mag worden uitgezet naar een land waar hij gevaar of een onmenselijke behandeling te vrezen heeft. Dit verbod geldt zowel direct als indirect.
Sinds 2007 wordt met name Griekenland bekritiseerd, een "land van eerste ontvangst" voor vele asielzoekers vanuit het Midden-Oosten en Azië die hun heil zoeken in Europa. Dit betrof zowel de vrees van asielzoekers door Griekenland te kunnen worden uitgezet naar hun land van herkomst als bezwaren tegen de bejegening door de Griekse autoriteiten.

## Beleid
In mei 2009 werd bekendgemaakt door Nederland ruim 1100 (niet-Griekse) asielzoekers wil terugzenden naar Griekenland, omdat zij via dit land de EU waren binnengekomen. Dit besluit werd genomen nadat de Raad van State had beslist dat een dergelijke terugzending wettelijk geoorloofd zou zijn en door staatssecretaris van justitie Albayrak tijdens een dienstreis meegedeeld aan verslaggevers in Rome.

## Jurisprudentie
- In december 2008 deed het Europees Hof een uitspraak omtrent een dergelijk geval in de zaak K.R.S vs. het Verenigd Koninkrijk. Daarin werd bepaald dat de Iraanse asielzoeker in kwestie inderdaad mocht worden overgedragen aan Griekenland, omdat hij daar eerder had verbleven voor zijn komst naar Groot-Brittannië in november 2006. Griekenland had reeds in december 2006 verantwoordelijkheid aanvaard voor het in behandeling nemen van zijn asielaanvraag en voorjaar 2008 had Groot-Brittannië de overdracht voorgenomen, waarin de nationale wetgeving voorzag: de Asylum and Immigration (Treatment of Claimants, etc) Act 2004.

Er waren echter twijfels gerezen omtrent een waardige behandeling van asielzoekers in Griekenland. Ook werd gevreesd dat hij daarvandaan zou kunnen worden uitgezet naar Iran.
In april 2008 had de UNHCR een position paper gepubliceerd waarin de als ondermaats beoordeelde opvang van asielzoekers door Griekenland aan een kritische beschouwing werd onderworpen. Daarin werd aan de lidstaten van de Europese Unie aangeraden voorlopig geen asielzoekers naar Griekenland terug te zenden en in plaats daarvan de betreffende asielaanvragen zelf in behandeling te nemen. Andere organisaties, uit Noorwegen en ook uit Griekenland zelf, hadden zich eveneens kritisch over de Griekse behandeling van asielzoekers uitgelaten.
Enkel de voorgenomen overdracht door Groot-Brittannië van deze Iraanse asielzoeker aan Griekenland zou volgens de uitspraak van het Hof in december 2008 nog geen schending opleveren van artikel 3 EVRM. Er zou namelijk geen dreiging bestaan dat deze asielzoeker dan direct vanuit Griekenland naar zijn land van herkomst zou worden uitgezet.
Het Hof heeft bij die uitspraak meegewogen dat afdoende zou zijn gebleken dat Griekenland niet zou uitzetten naar de landen Iran, Afghanistan, Irak, Somalië en Soedan.
Indien echter in de toekomst toch "onward expulsion" zou dreigen vanuit Griekenland naar het land van herkomst, dan kan vanuit Griekenland door de asielzoeker wederom een klacht worden ingediend bij het EHRM. In deze zaak had het Hof waarde toegekend aan een brief van de Griekse "dublin-unit" aan de Engelse autoriteiten, waarin schriftelijk werd bevestigd dat asielzoekers in Griekenland de mogelijkheid hebben in beroep te gaan tegen elke beschikking aangaande uitzetting, en dat het mogelijk is in Griekenland een interim measure (Rule 39 measure of Art.39-voorziening) van het Hof te vragen.
- De strekking van deze uitspraak van het EHRM werd in Nederland gevolgd door de Afdeling Rechtspraak van de Raad van State, blijkens de uitspraak d.d. 29 december 2008 in een vergelijkbare zaak. Dat betrof een Somalische asielzoekster die voor haar komst naar Nederland in Griekenland had verbleven en vreesde na terugverwijzing vanuit dat land naar Somalië te zullen worden uitgezet. Geoordeeld werd dat er in haar geval geen concrete aanknopingspunten waren, die er ondanks het strenge asielbeleid van Griekenland op zouden wijzen dat deze staat ten aanzien van vreemdelingen die in het kader van de Dublin-verordening worden overgedragen zijn non-refoulementverplichtingen niet zou nakomen. Daarbij werd met name van belang geacht dat Griekenland geen actief uitzettingsbeleid voert. Dat Griekenland de Europese Definitierichtlijn gebrekkig zou naleven was niet van belang. Het enige waar de Afdeling belang aan hechtte is het refoulementverbod, dat ze enkel koppelt aan een actief uitzettingsbeleid. Dat Griekenland niet een dergelijk beleid voert, werd opgemaakt uit gezamenlijk rapport van Norwegian Organisation for Asylum Seekers, Norwegian Helsinki Committee en Greek Helsinki Monitor van 9 april 2008.
- In januari 2009 zou er door het Europees Hof voor de Rechten van de Mens tòch weer een interim measure zijn afgegeven in een dergelijke Dublin- Griekenland-zaak.

VluchtelingenWerk Nederland had vernomen dat er op 22 januari 2008 toch weer een verzoek om een verbod op uitzetting was toegewezen in een zaak van een Somalische asielzoeker tegen Frankrijk. In die zaak zou het gaan om een Somaliër, die eerder door Griekenland naar Turkije was uitgezet en wederom in zijn land van herkomst terecht was gekomen. De Franse regering zou door het Europees Hof zijn uitgenodigd om op korte termijn antwoord te geven op een aantal vragen, m.b.t. de mogelijkheid dat Griekenland deze persoon toch naar Somalië zou uitzetten. Op 4 februari 2009 bracht de Commissaris voor de Mensenrechten van de Raad van Europa, Thomas Hammerberg, een kritisch rapport uit over de mensenrechtensituatie in Griekenland.
- Op 5 juni, 8 juni en 9 juni 2009 werden door het EHRM opnieuw vier interim measures getroffen tegen zowel Nederland als Griekenland vanwege een dreigende Dublin-overdracht.

In de zaak van 5 juni had de President van het EHRM Nederland bericht dat het een Somalische asielzoekster voorlopig niet diende uit te zetten naar Griekenland. De President had Griekenland om informatie verzocht. De President vroeg onder meer of de asielzoekster eerder door Griekenland naar Somalië was uitgezet en of er mogelijkheden waren om in Griekenland een (nieuw) asielverzoek in te dienen en of haar er mogelijk detentie te wachten kon staan na een eventuele Dublinoverdracht. In de zaak van 9 juni werden dergelijke vragen gesteld.
De interim measure van 5 juni werd getroffen naar aanleiding van een ingediende klacht tegen Nederland naar aanleiding van de uitspraak van de Afdeling rechtspraak van de Raad van State van 29 december 2008 (zie supra). Tevens was namens de vreemdelinge een klacht ingediend tegen Griekenland omdat dit land in de praktijk niet zou beschikken over een effectief rechtsmiddel tegen EVRM-schendingen, zodat zij geen andere mogelijkheid had dan haar klacht in Nederland in te dienen.
- Op 31 augustus 2009 oordeelde de Raad van State in een zaak van een Irakese asielzoeker die zich verzette tegen uitzetting naar Griekenland, dat weliswaar uit de door hem ingeroepen stukken kon worden afgeleid dat in voorkomend geval overgedragen asielzoekers in Griekenland gedetineerd waren geweest "onder onwenselijke en in bepaalde opzichten zorgwekkende omstandigheden", doch dat niet aannemelijk was dat door Nederland aan Griekenland overgedragen asielzoekers systematisch worden blootgesteld aan een behandeling die als onmenselijk zou zijn te kwalificeren.